# Neulengbach
Neulengbach è un comune austriaco di 8 169 abitanti nel distretto di Sankt Pölten-Land, in Bassa Austria, del quale è centro maggiore; ha lo status di città (Stadtgemeinde).